# Definicja i klasyfikacja hinduizmu
Wśród religioznawców nie ma zgody co do definicji hinduizmu – część sądzi nawet, że odpowiedź taka nie jest możliwa. Rozbieżność panuje także co do poglądu o czas powstania hinduizmu – jednym z najbardziej rozpowszechnionych poglądów głosi, że słowa „hinduizm” należy używać w odniesieniu do całego okresu od dynastii Guptów (ok. IV w.) włącznie, dla okresów dawniejszych rezerwując takie terminy jak „wedyzm”, „braminizm” itp. Niektórzy wolą jednak ujmować hinduizm jako całościowy proces sięgający aż do cywilizacji doliny Indusu, w pewien sposób religię odwieczną, pierwotną i rdzenną dla Indii. Eugeniusz Słuszkiewicz w Pradziejach i religiach Indii (1980) podaje określenie, które uznaje za klasyczne – L. de la Valleé Pouisne nazwał hinduizm „cette colluvies religionum” (spływaniem różnych elementów religijnych do wspólnego koryta).

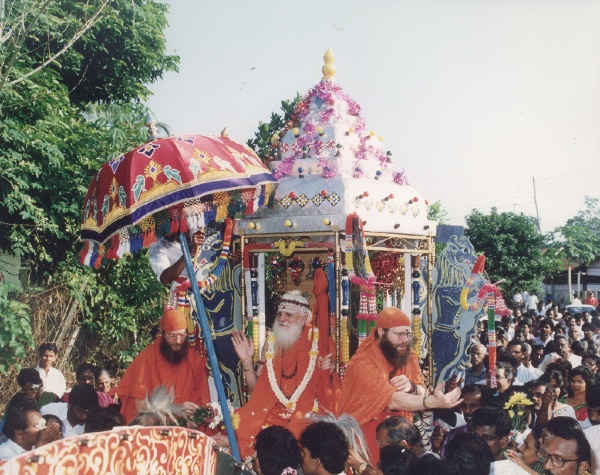
Procesja z udziałem Satguru Śiwaja Subramunijaswamiego w Malezji

## Sanatana dharma
Określenie sanatanadharma, używane przez samych hindusów, nie pokrywa się dokładnie z tym, co rozumie się przez hinduizm na Zachodzie. Odnosi się ono przede wszystkim do „odwiecznego” (sanatana) porządku religijno-społecznego (dharma), spajającego wszystkie różnorodne nurty hinduizmu, niż do wszystkich aspektów religii takiej, jak ujmują ją zachodni religioznawcy. Określenie Wielka Tradycja czy Odwieczny Ład przeciwstawia się więc w pewien sposób wszystkiemu, co w hinduizmie lokalne, historyczne, przejściowe, a podkreśla to, co w nim wspólne, i to w odniesieniu do aspektu kosmologicznego, wszechświata i wieczności. Reprezentantami tego ładu są w Indiach bramini (a także wędrowni asceci), którzy rozpropagowali w Indiach to, co jest w nich pomimo różnorodności tego kraju jednolite – z tego aspektu ich działalności, realizującego się także w ich działalności historycznej, wywodzi się ich wyróżniona pozycja społeczna. Czynnikiem jednoczącym Indie była (i w pewnej mierze pozostaje nadal) także tradycja sanskrytu i literatury wedyjsko-sanskryckiej, cała kultura sanskrycka, której nosicielami byli również bramini. Pomimo wielkich różnic między regionami Indii (wyraźnych zwłaszcza w hinduizmie ludowym i w niższych warnach) jedność propagowana przez braminów umożliwia wyznawcom hinduizmu w miarę swobodne uczestnictwo w różnych formach kultu, sztuki religijnej i w różnych zasadach teologicznych ponad podziałami etnicznymi, językowymi, a nawet kastowymi. Mimo tej wiążącej funkcji „Wielkiej Tradycji”, rzeczywista różnorodność wewnętrzna hinduizmu nie może być jednak negowana, istnieje więc tendencja, by w badaniach religioznawczych koncentrować się na konkretnych wspólnotach religijnych (sampradaja), ale nie w oderwaniu, tylko w ich relacjach do dharmy – samrapadaja jest więc pewnym łańcuchem przekazywania Wielkiej Tradycji (stąd w hinduizmie duża rola guru, głównego nośnika tego łańcucha).
Poczucie wspólnoty wśród wszystkich hinduistów jest jednak późne. Indie były krajem stosunkowo zamkniętym, oddzielonym geograficznie i gospodarczo od innych regionów świata – poczucie wspólnoty nie było więc im długo potrzebne, można je określić jako „świat sam dla siebie”. Poczucie wspólnoty religijnej (a później także etnicznej) hinduistów kształtowało się w XIII-VI wieku, pod wpływem najazdów muzułmańskich i uświadomienia sobie odrębności od wyznawców islamu. Proces ten nasilił się jeszcze bardziej na przełomie XVIII i XIX wieku wraz z rosnącymi wpływami Europejczyków (zwłaszcza Imperium Brytyjskiego) i związanych z nimi misjami chrześcijańskimi.
Religia indyjska kształtowała się jako kontynuacja religii Ariów, wedyzmu i braminizmu (zobacz Historia hinduizmu), pod znacznym wpływem ludności rdzennej, zwanej Adiwasami. Ludność rdzenna wprowadziła do hinduizmu elementy szamańskie, animistyczne i kulty płodności, które pod wpływem bramińskim uległy sublimacji i spekulatywnemu ujęciu, przekształcając się we współczesne kulty indyjskie i struktury takie jak joga. Ludność ta miała znaczny wpływ na powstanie kultu Rudry/Śiwy, pierwsze redakcje Upaniszad oraz prawdopodobnie na rozwój praktyk medytacyjnych. Sublimacja ta jednak nie objęła w pełni ludu indyjskiego, a zamieszkujące Indie ludy pierwotne do dziś wyznają animizm (czasem z elementami hinduizmu). Ponadto warto zaznaczyć, że ludność południa Indii (mniej podatna na wpływy aryjskie) aż do czasu odrodzenia hinduizmu po okresie islamskim wyznawała bardziej pierwotną formę hinduizmu z większą ilością pozostałości animistycznych.

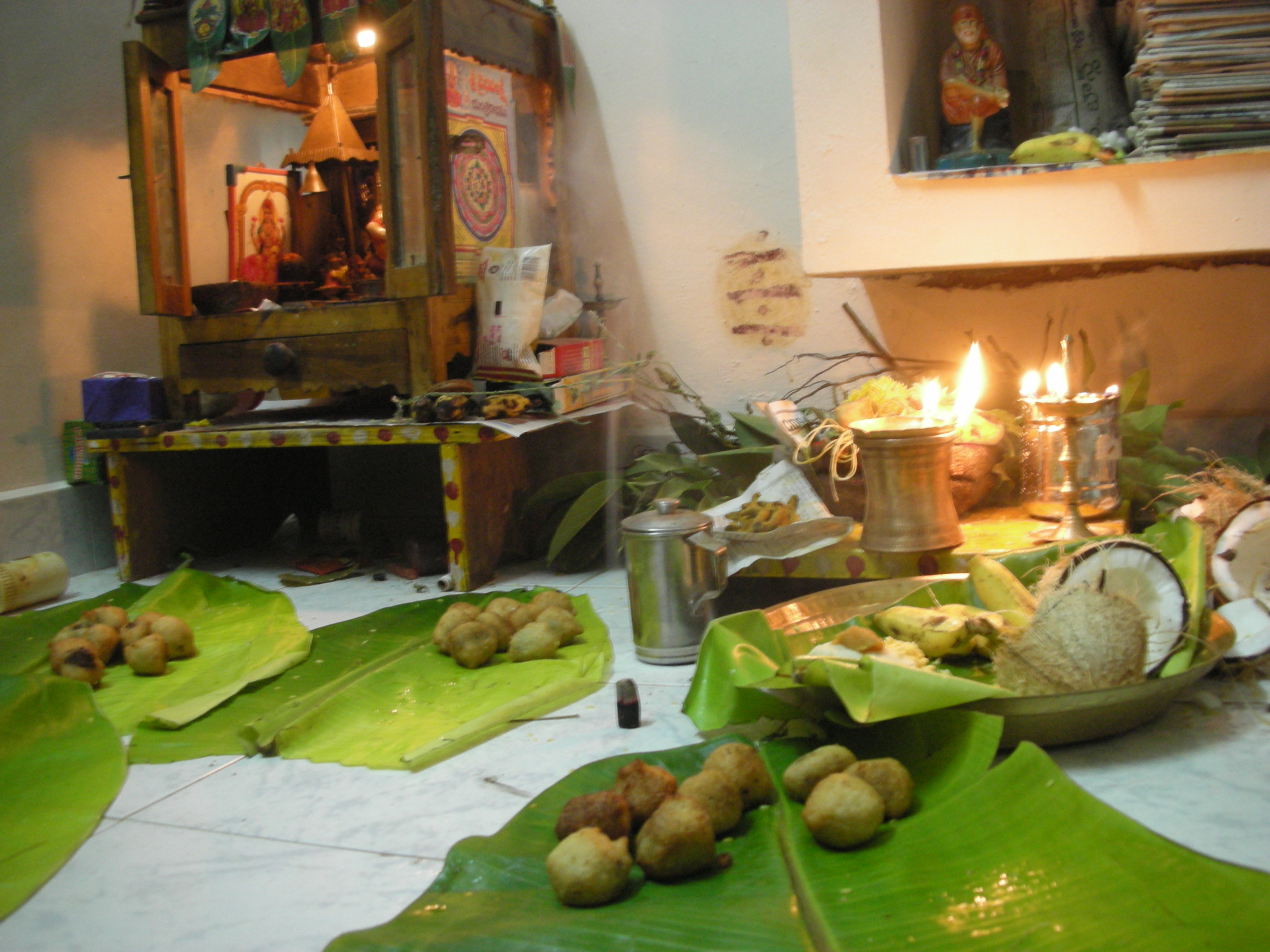
Ołtarz śiaktyjski i prasadam

## Formy religijności
Różnorodność form hinduizmu wykształcona przez złożoność jego dziejów spowodowała, że nie można mówić o hinduistycznej ortodoksji, można jednak mówić o dużej roli ortopraksji (praktyce, zewnętrznych formach religijności). Funkcję scalającą wiele nurtów hinduizmu ma także koncepcja trimurti. Koncepcja trimutri oraz to, że bogowie wchodzący w jej skład są przeciwstawiani Aditjom, bogom skupionym wokół Indry, głównego bóstwa wedyzmu, bywa uznawana za oś oddzielającą hinduizm od dawniejszych religii Indii, a zarazem za zwornik hinduizmu współczesnego. Dzięki trimutri powstała silniejsza niż w wedyzmie i braminizmie hierarchizacja panteonu, dzięki której bramini mogli włączać w jego skład bóstwa lokalne za pomocą rozmaitych utożsamień i połączeń (np. małżeństw bogów i bogiń, utożsamienia Murugana z Kartikeją). Utożsamienia te określa się często mianem sanskrytyzacji religii indyjskiej. Sanskrytyzacja umożliwiła włączenie do indyjskiego panteonu i znaczną sublimację dawnych kultów rzek (zwłaszcza Gangi), gór, zwierząt (sublimacja widoczna jest tu zwłaszcza w kulcie Hanumana, prawdopodobnie dawnym przedaryjskim kulcie małpy) czy roślin (aśwattha, tulsi, banjan). Żywa wśród ludu tradycja astrologiczna została zsanskrytyzowana jako kult bóstw czasu i bóstw planet.